# Vũ Văn Trí Cập
Vũ Văn Trí Cập (宇文智及, bính âm: Yǔwén Zhìjí) là một quan lại Trung Quốc thời nhà Tùy. Ông là con của Hứa quốc công Vũ Văn Thuật. Ông có hai người anh em là Vũ Văn Hóa Cập và Vũ Văn Huệ Cập (宇文惠及), ngoài ra còn có Vũ Văn Sĩ Cập là em khác mẹ. Tổ tiên ông là người Hung Nô có họ là Phá-dã-đầu (破野头), về sau sáp nhập vào tộc Tiên Ti và đổi họ thành Vũ Văn (宇文).
Năm 616, sau khi Thuật chết, Tùy Dạng Đế phong cho Hóa Cập làm Hữu đồn vệ tướng quân (右屯衛将軍) và Trí Cập làm Tướng tác thiểu giám (将作少監).
Năm 618, Trí Cập cùng anh trai Hóa Cập lập mưu cùng các thống lĩnh Kiêu Quả quân (驍果军)—Tư Mã Đức Kham (司馬德戡), Triệu Hành Xu (趙行枢) là bạn của Trí Cập, Tiết Thế Lương (薛世良), Dương Sĩ Lãm (楊士覧) là cháu gọi Trí Cập là cậu—phế truất Dạng Đế và giết chết Dương Cảo (楊杲)—con trai của Dạng đế và vương phi họ Tiêu (chị em họ hàng với Dạng Mẫn hoàng hậu). Bản thân Dạng Đế bị Lệnh Hồ Hành Đạt (令狐行達) siết cổ đến chết. Một loạt các đại quan trong triều, gồm có thừa tướng Ngu Thế Cơ (虞世基), Bùi Uẩn (裴蘊), Lai Hộ Nhi (來護兒), Viên Sung (袁充), Vũ Văn Hiệp (宇文協), Vũ Văn Bạc (宇文皛), và Lương công Tiêu Củ (蕭矩) (cháu trai của Tiêu hậu), cũng bị giết chết. Kiêu Quả quân tôn Dương Hạo—con của Dương Tuấn (楊俊), em trai Dạng Đế—làm hoàng đế.
Trí Cập giữ chức Tả bộc xạ (左僕射) và Bắc tiến cùng Hóa Cập. Họ bị quân của Vương Thế Sung, Lý Uyên, Lý Mật và các thế lực khác chặn đường. Hóa Cập sau đó đầu độc Dương Hạo và đóng quân ở Ngụy Huyền, tự xưng làm Hứa đế (許帝). Ông ta phong chức cho các thuộc hạ của mình và phong Trí Cập làm Tề vương (齐王).
Năm 619, Vũ Văn Hóa Cập bị Đậu Kiến Đức đánh bại ở Liêu Thành. Anh em Vũ Văn—trừ Vũ Văn Sĩ Cập, người lúc đó đang cùng Phong Đức Di (封德彝) ở Tế Bắc (济北)—cùng với Dương Sĩ Lãm, Hứa Hoằng Nhân (許弘仁), Mạnh Cảnh (孟景), Nguyên Vũ Đạt (元武達) bị giết và bêu đầu ở trước cổng thành.